# Limenitis zopyra
Limenitis zopyra är en fjärilsart som beskrevs av Hans Fruhstorfer 1915. Limenitis zopyra ingår i släktet Limenitis och familjen praktfjärilar. Inga underarter finns listade i Catalogue of Life.